# Syndipnus probatus
Syndipnus probatus är en stekelart som beskrevs av Walley 1940. Syndipnus probatus ingår i släktet Syndipnus och familjen brokparasitsteklar. Inga underarter finns listade i Catalogue of Life.